# Museum van de Twintigste Eeuw

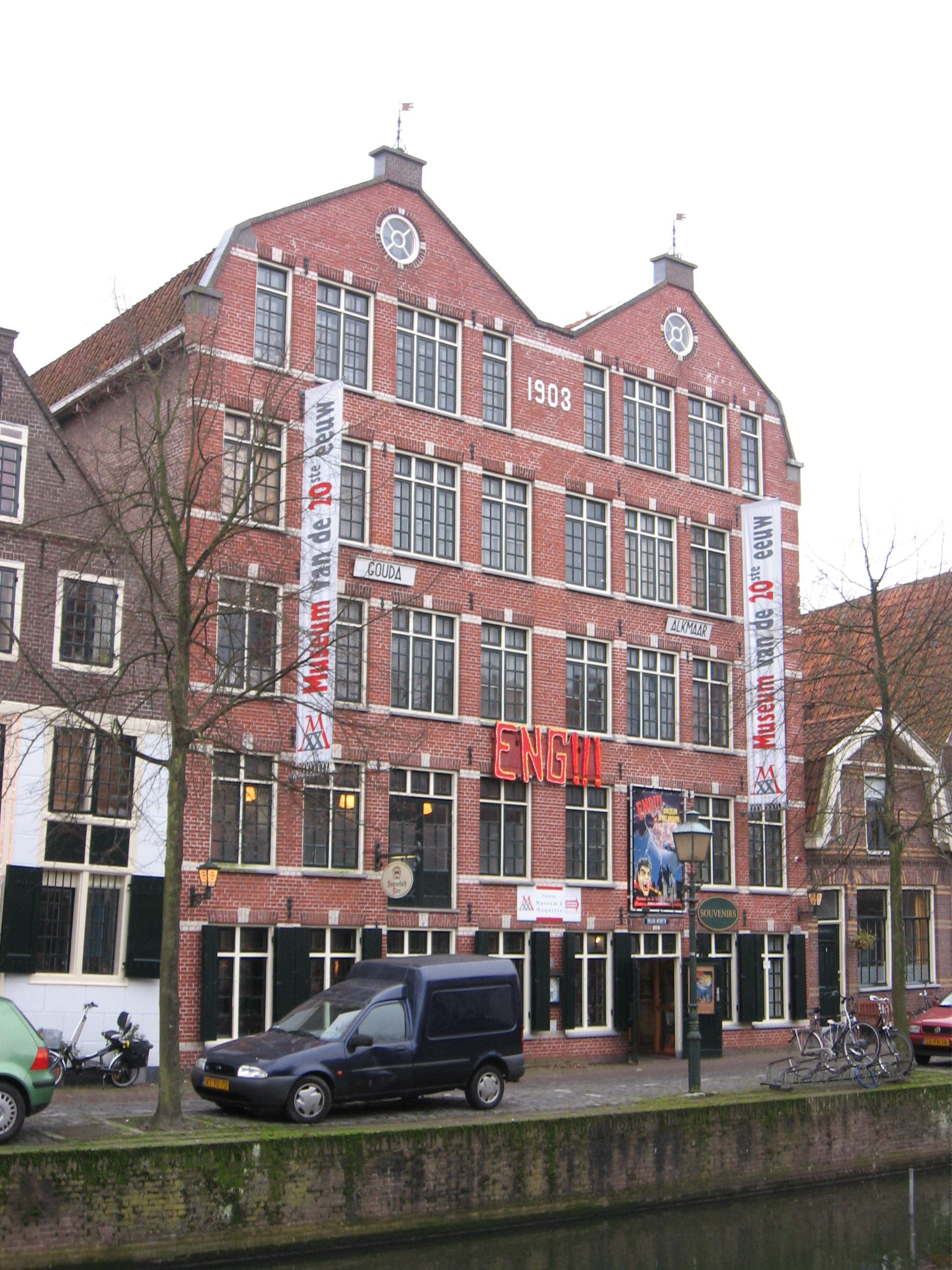
Voormalige locatie aan de Bierkade in Hoorn

Het Museum van de 20e Eeuw is een museum in de stad Hoorn, in de Nederlandse provincie Noord-Holland. In het museum worden interieurs en (gebruiks)voorwerpen uit de periode 1900 tot circa 1980 getoond, variërend van speelgoed, huiskamers, keukeninrichtingen, klaslokaal, kantoorapparatuur tot beeld- en geluidsapparatuur. Ook worden er gemiddeld vier wisseltentoonstellingen over uiteenlopende onderwerpen per jaar getoond. Het museum opende de deuren in april 1994.

## Huisvesting
Tot oktober 2011 was het gevestigd in twee voormalige kaaspakhuizen, rijksmonumenten genaamd Alkmaar en Gouda, aan de Bierkade in Hoorn. Tot begin jaren 90 van de afgelopen eeuw lag er kaas opgeslagen.
Na het gereedkomen van de restauratiewerkzaamheden aan de voormalige gevangenis (bijgenaamd De Krententuin) op het Oostereiland, is het museum daarheen verhuisd. Ook dit gebouw is een rijksmonument.